# ディケイド・オブ・アグレッション
『ディケイド・オブ・アグレッション』（Decade of Aggression）は、スレイヤーが1991年に発表したライヴ・アルバム。

## 解説
スレイヤーにとって、ミニ・アルバム『Live Undead』（1985年）以来となるライヴ・アルバムで、CD2枚組の形で発売された。過去5枚のスタジオ・アルバム収録曲と、EP「Haunting the Chapel」（1984年）収録曲2曲のライヴ・ヴァージョンを収録している。
1990年秋にメガデス、テスタメント、スイサイダル・テンデンシーズと共に行われたパッケージ・ツアー「クラッシュ・オブ・ザ・タイタンズ」の最終日に当たるウェンブリー・アリーナ公演と、1991年のアメリカ・ツアーの音源を使用。
日本フォノグラムから発売された日本初回盤は、ディスク2に「Skeltons of Society」と「At Dawn They Sleep」の2曲が追加されて合計23曲入りのフォーマットで発売されたが、後に、日本盤もアメリカ盤と同じ21曲入りに変更されている。

## 収録曲

### ディスク1
1991年7月13日に行われたフロリダ州レイクランド公演の音源を使用。
1. ヘル・アウェイツ - "Hell Awaits" - 6:50
  - 作詞：ケリー・キング／作曲：ジェフ・ハンネマン、ケリー・キング
2. ジ・アンチクライスト - "The Antichrist" - 3:50
  - 作詞：ジェフ・ハンネマン／作曲：ジェフ・ハンネマン、ケリー・キング
3. ウォー・アンサンブル - "War Ensemble" - 4:58
  - 作詞：トム・アラヤ、ジェフ・ハンネマン／作曲：ジェフ・ハンネマン
4. サウス・オブ・ヘヴン - "South of Heaven" - 4:25
  - 作詞：トム・アラヤ／作曲：ジェフ・ハンネマン
5. レイニング・ブラッド - "Raining Blood" - 2:32
  - 作詞：ジェフ・ハンネマン、ケリー・キング／作曲：ジェフ・ハンネマン
6. アルター・オブ・サクリファイス - "Altar of Sacrifice" - 2:48
  - 作詞：ケリー・キング／作曲：ジェフ・ハンネマン
7. ジーザス・セイヴス - "Jesus Saves" - 4:12
  - 作詞：ケリー・キング／作曲：ジェフ・ハンネマン、ケリー・キング
8. デッド・スキン・マスク - "Dead Skin Mask" - 4:58
  - 作詞：トム・アラヤ／作曲：ジェフ・ハンネマン
9. シーズンズ・イン・ジ・アビス - "Seasons in the Abyss" - 7:01
  - 作詞：トム・アラヤ／作曲：ジェフ・ハンネマン
10. マンダトリー・スイサイド - "Mandatory Suicide" - 4:00
  - 作詞：トム・アラヤ／作曲：ジェフ・ハンネマン、ケリー・キング
11. エンジェル・オブ・デス - "Angel of Death" - 4:52
  - 作詞・作曲：ジェフ・ハンネマン

### ディスク2
1990年10月14日のロンドン公演と、1991年3月8日のカリフォルニア州サンバーナーディーノ公演の音源を使用。
1. ハロウド・ポイント - "Hallowed Point" - 3:36
  - 作詞：トム・アラヤ、ジェフ・ハンネマン／作曲：ジェフ・ハンネマン、ケリー・キング
2. ブラッド・レッド - "Blood Red" - 2:50
  - 作詞：トム・アラヤ／作曲：ジェフ・ハンネマン
3. ダイ・バイ・ザ・スウォード - "Die by the Sword" - 3:35
  - 作詞・作曲：ジェフ・ハンネマン
4. ブラック・マジック - "Black Magic" - 3:28
  - 作詞：ケリー・キング／作曲：ジェフ・ハンネマン、ケリー・キング
5. キャプター・オブ・シン - "Captor of Sin" - 3:34
  - 作詞・作曲：ジェフ・ハンネマン、ケリー・キング
6. ボーン・オブ・ファイアー - "Born of Fire" - 3:03
  - 作詞：ケリー・キング／作曲：ジェフ・ハンネマン、ケリー・キング
7. ポストモーテム - "Postmortem" - 4:04
  - 作詞・作曲：ジェフ・ハンネマン
8. スピリット・イン・ブラック - "Spirit in Black" - 4:07
  - 作詞：ケリー・キング／作曲：ジェフ・ハンネマン
9. エクスペンダブル・ユース - "Expendable Youth" - 4:36
  - 作詞：トム・アラヤ／作曲：ケリー・キング
10. ケミカル・ウォーフェアー - "Chemical Warfare" - 5:30
  - 作詞・作曲：ジェフ・ハンネマン、ケリー・キング

## 参加ミュージシャン
- トム・アラヤ - ボーカル、ベース
- ジェフ・ハンネマン - ギター
- ケリー・キング - ギター
- デイヴ・ロンバード - ドラムス